# Šušnjar
Šušnjar es un pueblo ubicado en la municipalidad de Lazarevac, en el distrito de Belgrado, Serbia.

## Superficie
Posee una superficie de 4,109 kilómetros cuadrados.

## Demografía
Hasta 2011 la población era de 439	 habitantes, con una densidad de población de 106,9 habitantes por kilómetro cuadrado.